# 彭敷
彭敷（1438年—？），字汝言，直隸松江府華亭縣人，民籍，明朝政治人物。

## 生平
成化十年（1474年）甲午科順天鄉試第五十七名舉人，二十三年（1487年）中式丁未科會試第五名，三甲第十三名進士。

## 家族
曾祖彭安；祖父彭齡；父彭瑋，母陸氏。永感下。弟彭啓。